# Epididymitida
Epididymitida je zánět nadvarlete (kanálkovitého útvaru v zadní části varlete, kde jsou uschovány spermie). Zánět se může projevovat mírně až velmi bolestivě a šourek může být zrudlý, horký a oteklý. Dalšími symptomy jsou horečka a nevolnost. Projev nemoci může být akutní (náhlé propuknutí) nebo vzácně chronický.
Nejčastější příčinou je infekce. U sexuálně aktivních mužů je nejčastějším kauzativním (příčinným) mikrobem Chlamydia trachomatis následovaná E. coli a Neisseria gonorrhoeae. U dětí může následovat infekci v jiné části těla (například virová onemocnění). U starších mužů může být příčinou infikované reziduum případně reflux moči.